# Vienna Development Method
Pour les articles homonymes, voir VDM.
La Vienna Development Method, abrégé par le sigle VDM, est un ensemble d'outils de développement informatique faisant appel à un grand formalisme.
Une variante de la méthode VDM se nomme VDM++. Elle a été appliquée à divers domaines où la fiabilité et la sécurité des applications informatiques devaient être optimisées. Il s'agit principalement de l'aéronautique, le domaine spatial, les transports (exemple: trains automatiques, optimisation de la charge des navires). Peter Gorm Larsen, professeur à l'université d’Aarhus (Danemark) a publié plusieurs ouvrages et communications scientifiques relatives à ces applications. Plusieurs de ces expériences ont été cofinancées par la Commission des Communautés Européennes. L'un des projets (Afrodite) a fait l'objet de publications disponibles en ligne sur des sites hébergés par la Commission des Communautés Européennes. Il a consisté, entre autres, à appliquer les fondements de VDM++ à des expérimentations au CERN (Genève), à l'évitement des tours par les avions (Centre technique de la navigation aérienne de Toulouse), à l'optimisation des charges de navires en Grèce.